# Operação Compasso
A Operação Compasso (em inglês: Operation Compass) foi a primeira grande operação militar britânica da Campanha do Deserto Ocidental (1940-1943) durante a Segunda Guerra Mundial. As forças britânicas, indianas, da Commonwealth e aliadas atacaram as forças italianas do 10º Exército (marechal Rodolfo Graziani) no oeste do Egito e Cirenaica, a província oriental da Líbia, de dezembro de 1940 a fevereiro de 1941.
A Força do Deserto Ocidental Britânicas, ativas no Egito, sob comando do Tenente-General Richard O'Connor com cerca de 36 mil homens, avançou de Mersa Matruh no Egito em um ataque de cinco dias contra as posições italianas do 10º Exército, que tinha cerca de 150 mil homens em postos fortificados em torno de Sidi Barrani no Egito e na Cirenaica. A Força Britânica derrotou rapidamente os italianos em seus postos fortificados e em Sidi Barrani e os britânicos exploraram seu sucesso, forçando o resto do 10º Exército a sair do Egito e capturando os portos ao longo da costa da Líbia. O 10º Exército foi cortado ao recuar em direção à Tripoli e derrotado na Batalha de Beda Fomm, os remanescentes sendo perseguidos até El Agheila no Golfo de Sirte.
Os britânicos levaram mais de 138 mil prisioneiros italianos e líbios, centenas de tanques e mais de mil armas e muitas aeronaves, contra perdas Forças Britânicas de 1,9 mil homens mortos e feridos, cerca de 10 por cento da infantaria. A Forças Britânicas não foram capaz de continuar além de El Agheila, devido a veículos desgastados e ao desvio em março de 1941 das unidades mais bem equipadas na Operação Lustre para a Batalha da Grécia. Reforços italianos foram enviados às pressas para a Líbia para defender Trípoli, com a ajuda do Afrika Korps e da Luftwaffe, forças alemãs.

## Imagens da Operação

Área onde aconteceu a Operação Compasso.
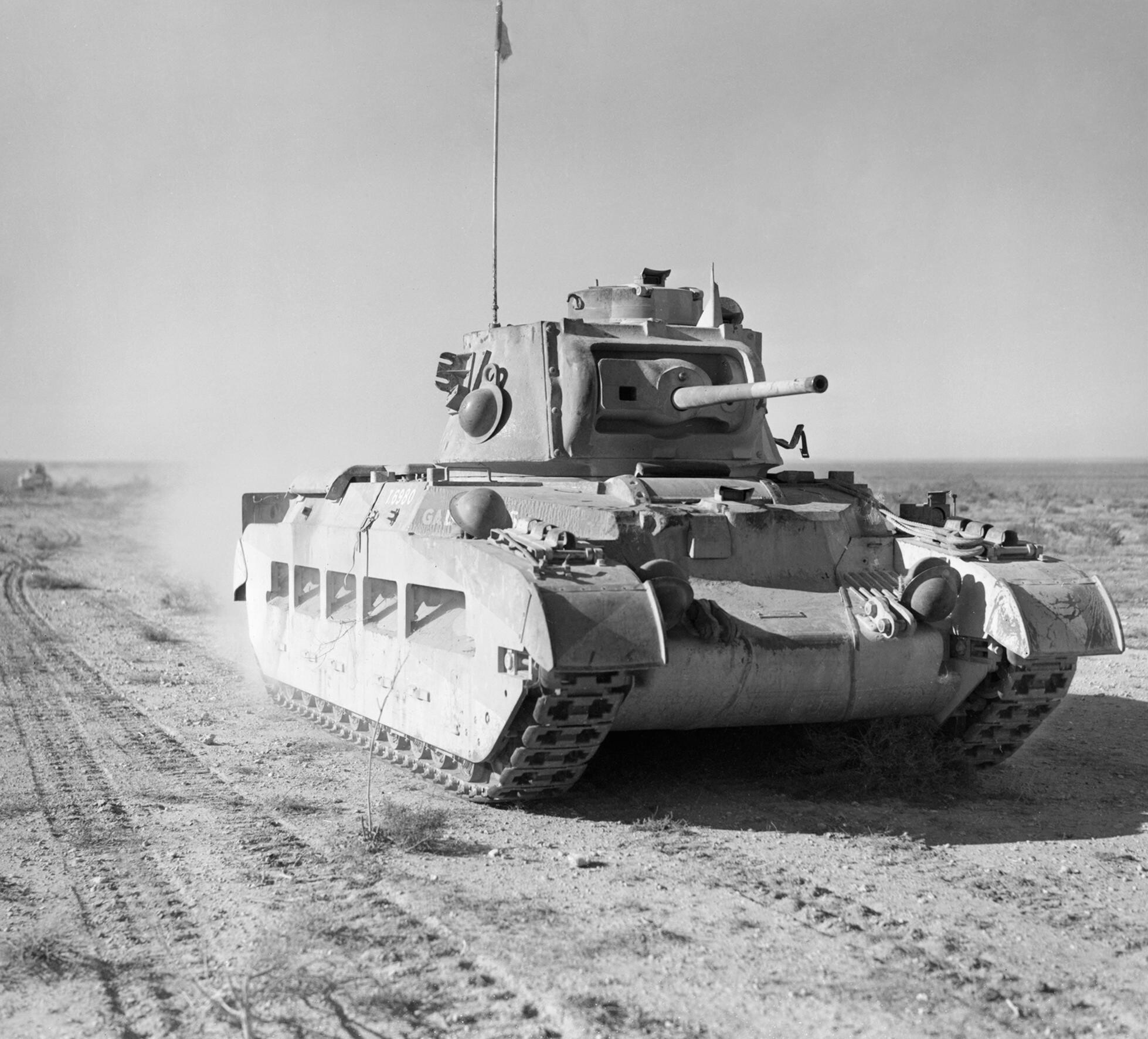
Um tanque "Matilda" do 7º Regimento Blindado britânico no deserto da Líbia em 1941.
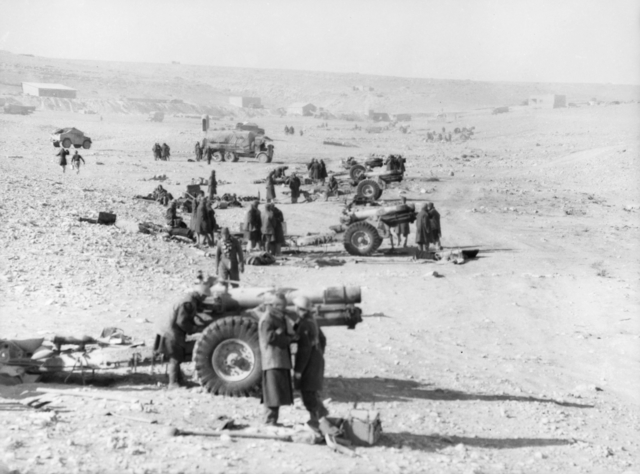
Canhões ingleses disparando contra Tobruk, em janeiro de 1941.
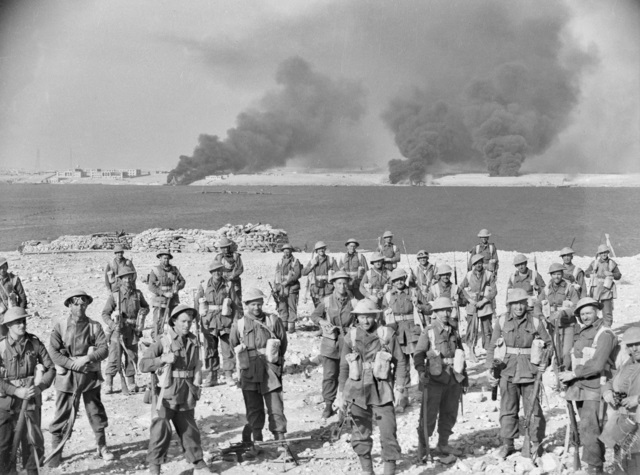
Militares australianos avançando pelas linhas italianas.
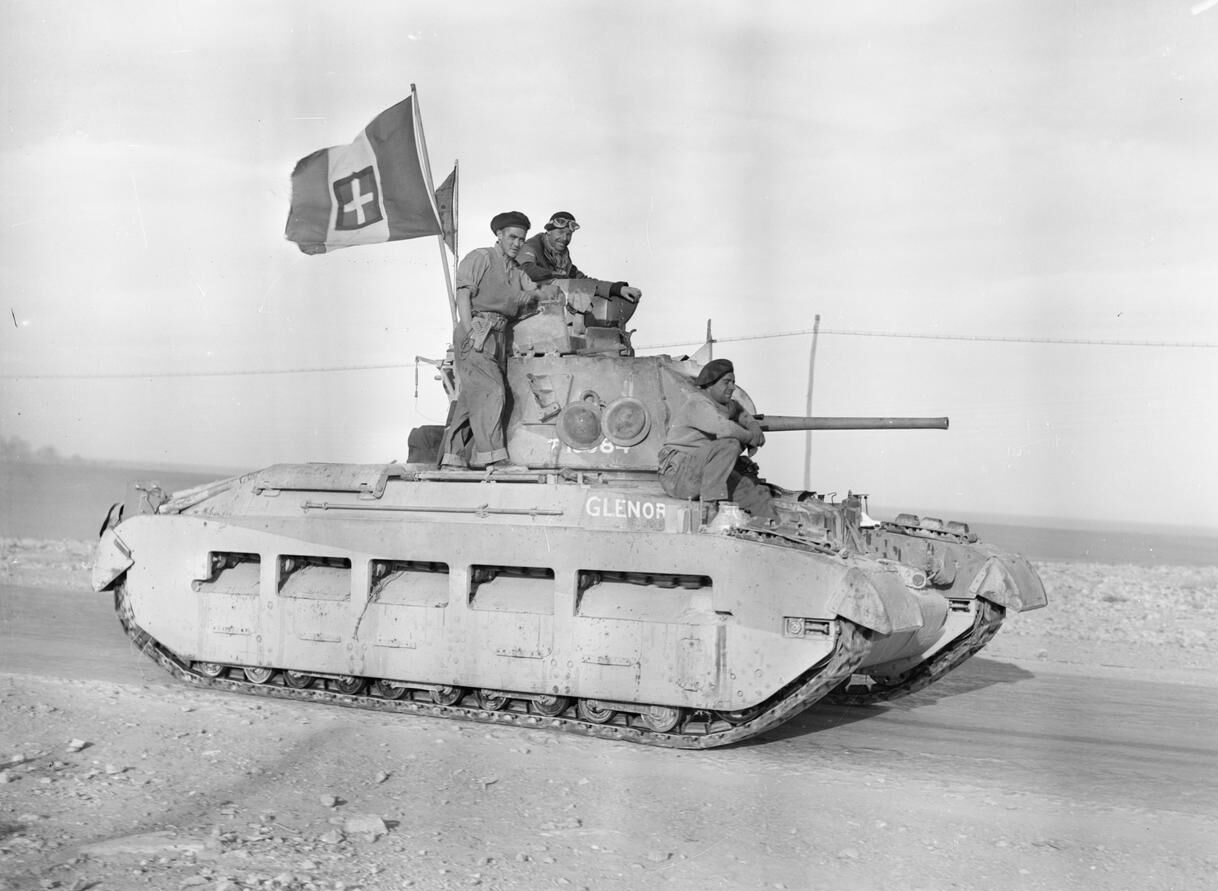
Um tanque britanico carregando uma bandeira do Reino da Itália capturada.
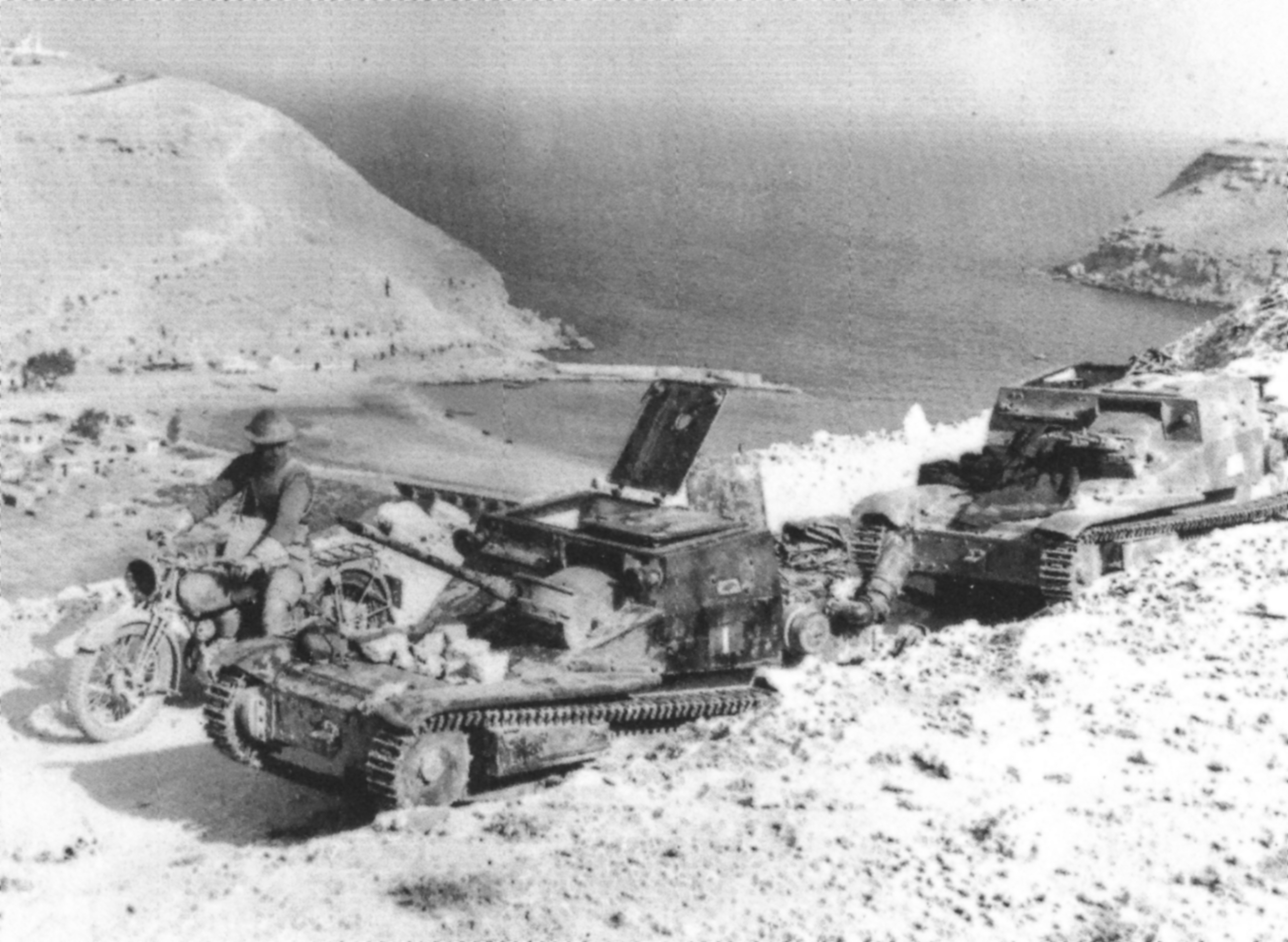
Veículos do exército italiano capturados pelos Aliados.

## Biblioteca
- Bauer, E. (2000) [1979].  Young, Peter, ed. The History of World War II Orbis: London, rev. ed. New York: Galahad Books. ISBN 978-1-85605-552-9
- Biagi, E., ed. (1964). La Caporetto della Marmarica: Le decisioni irrevocabili [O Caporetto de Marmarica: As decisões irrevogáveis]. Col: La seconda guerra mondiale. Milano/Firenze: SADEA/Della Volpe. OCLC 797715412
- Buckingham, William F. (2012) [2008]. Tobruk: The Great Siege, 1941–42. Stroud: The History Press. ISBN 978-0-7524-4501-4
- Churchill, Winston (1949). Their Finest Hour. Col: The Second World War. II 1st ed. [S.l.]: Houghton Mifflin. OCLC 396145
- Coulthard-Clark, Chris (2001). The Encyclopaedia of Australia's Battles. Crow's Nest, NSW: Allen & Unwin. ISBN 978-1-86508-634-7
- Forty, G. (1990). The First Victory: O'Connor's Desert Triumph, Dec 1940 – Feb 1941. Tunbridge Wells: Nutshell Publishing. ISBN 978-1-871876-20-8
- Grey, Jeffrey (2008) [1990]. A Military History of Australia 3rd ed. Cambridge: Cambridge University Press. ISBN 978-0-511-37806-5
- Latimer, Jon (2013) [2000]. Operation Compass 1940: Wavell's Whirlwind Offensive repr. ed. Oxford: Osprey. ISBN 978-1-85532-967-6
- Montanelli, Indro (1982). L'Italia della disfatta (em italiano). Milano: Rizzoli editore. OCLC 252028214
- Playfair, Major-General I. S. O.;  et al. (1957) [1954].  Butler, J. R. M., ed. The Mediterranean and Middle East: The Early Successes Against Italy (to May 1941). Col: History of the Second World War, United Kingdom Military Series. I 4th ed. [S.l.]: HMSO. ISBN 978-1-84574-065-8
- Playfair, Major-General I. S. O.;  et al. (2004) [1st. pub. HMSO 1956].  Butler, J. R. M., ed. The Mediterranean and Middle East: The Germans Come to the Help of their Ally (1941). Col: History of the Second World War, United Kingdom Military Series. II. [S.l.]: Naval & Military Press. ISBN 978-1-84574-066-5
- Rickard, J. N. (2010). Politics of Command: Lieutenant-General A. G. L. McNaughton and the Canadian Army, 1939–1943. Buffalo, Toronto: University of Toronto Press. ISBN 978-1-4426-4002-3
- Roy, Kaushik (2011). The Indian Army in the Two World Wars. Col: History of War. Leiden: BRILL. ISBN 978-90-04-21145-2
- Wahlert, Glenn (2010) [2006]. The Western Desert Campaign, 1940–41. Col: Australian Army campaigns Big Sky ed. Canberra, ACT: Army History Unit. ISBN 978-0-9757669-2-7
- Wayne, Ralph (2008). Aces, Warriors and Wingmen. Mississauga, Ont: John Wiley & Sons. ISBN 978-1-283-20300-5